# Almuric

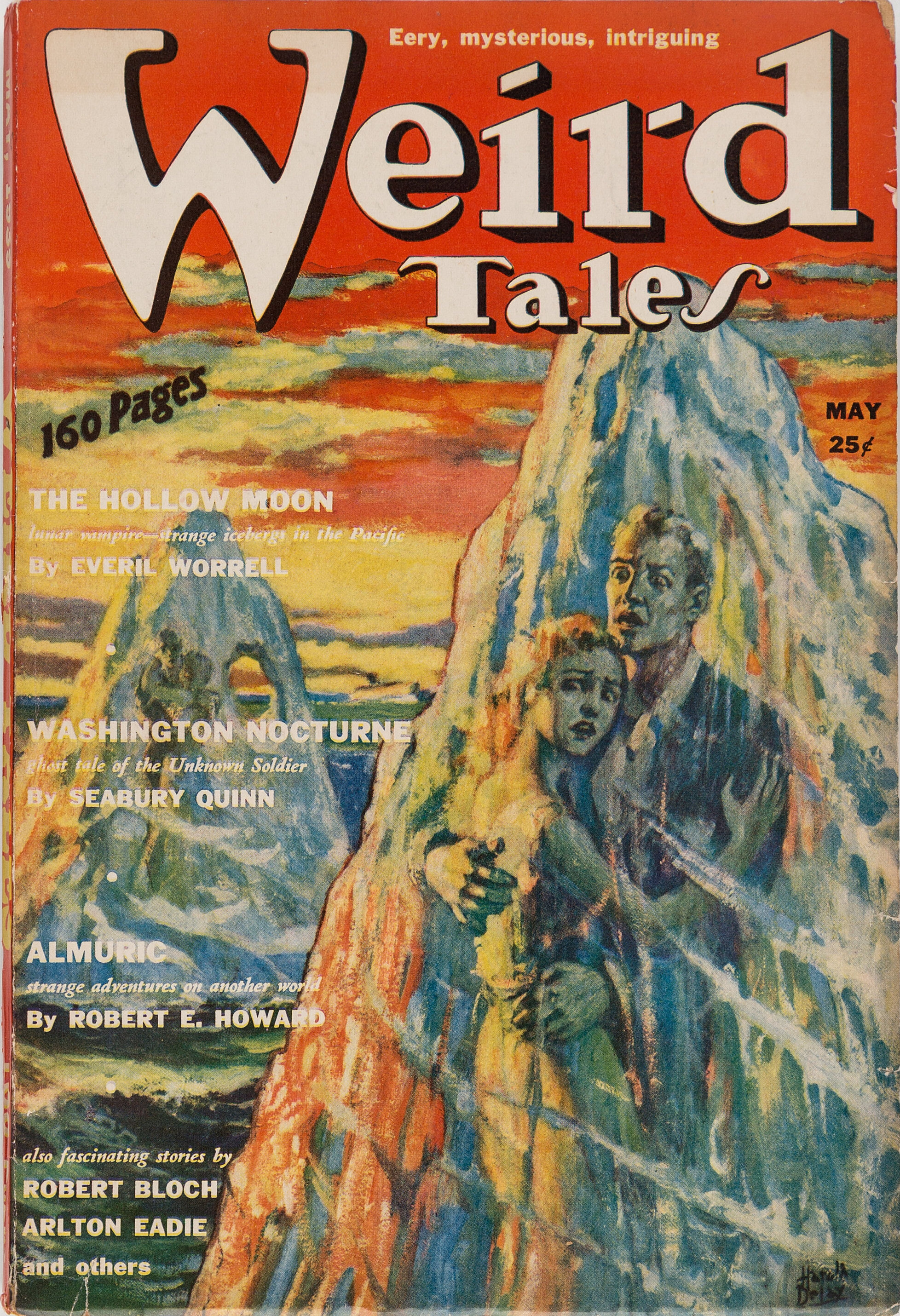
Couverture du numéro de mai 1939 de Weird Tales, qui comprenait la première partie d’Almuric.

Almuric est un roman de Robert E. Howard écrit en 1936, année du suicide de son auteur. Publié en trois parties dans la revue Weird Tales en 1939, ce roman est une sorte de parabole à la Edgar Rice Burroughs, relevant plus de la science fantasy.

## Résumé
L'histoire suit Esau Cairn, obligé de fuir après un meurtre et qui se retrouve projeté sur Almuric, planète étrange et sauvage qu'il délivrera de la toute-puissance des Yagas par ses seuls faits d'armes.